# Tomás Hernández Burillo
Tomás Hernández Burillo conosciuto come Moreno (Saragozza, 19 febbraio 1930 – Saragozza, 2 gennaio 1982) è stato un calciatore spagnolo, di ruolo attaccante.

## Caratteristiche tecniche
Era un attaccante brevilineo. Poco dotato fisicamente, faceva della rapidita il suo punto forte. Spiccava per il suo senso del gol e un tiro potente.

## Carriera
Nato a Saragozza, iniziò a giocare con l'Atlético Zaragoza, ma debuttò tra i professionisti con un'altra squadra dell'Aragona: l'Huesca. Arrivò nella squadra azulgrana nel 1950, a vent'anni. 
L'Huesca era al debutto in Segunda División spagnola dopo 40 anni di storia. La squadra aragonese arrivò a un sorprendente quinto posto in classifica, stabilendo il record per il miglior piazzamento della sua storia.
Moreno si mise in mostra con 14 reti stagionali. Nella stagione successiva continuò a giocare ad alti livelli. Il 23 settembre 1951 segnò 5 gol in campionato contro il Gimnàstic de Tarragona.
Fu notato e acquistato dal Barcellona, che in quel periodo dominava il calcio spagnolo, che lo ingaggiò nel 1952.
Esordì in Primera División, allenato da Ferdinand Daučík, il 16 marzo 1952, in una partita di campionato vinta per 7-1 contro il Racing Santander, in quella partita segnò anche un gol.
Con il Barcellona vinse una Coppa Latina, due campionati, due Coppe del Generalísimo e due Coppe Eva Duarte.
Nel luglio 1953 fu convocato anche nella Nazionale spagnola, giocando due partite contro Argentina e Cile.
Dopo due brevi esperienze al Lleida e al Las Palmas, nel 1956 firmò con la squadra della sua città, il Real Saragozza, e vi restò per due stagioni.
Successivamente giocò con l'Arenas de Zaragoza, ritirandosi negli anni '60.

## Palmarès
- Coppa Latina: 1

Barcellona: 1952
- Coppa di Spagna: 2

Barcellona: 1951-1952, 1952-1953
- Campionato spagnolo: 2

Barcellona: 1951-1952, 1952-1953
- Coppa Eva Duarte: 2

Barcellona: 1952, 1953